# Estação Constituyentes
A Estação Constituyentes é uma das estações do Metrô da Cidade do México, situada na Cidade do México, entre a Estação Auditorio e a Estação Tacubaya. Administrada pelo Sistema de Transporte Colectivo, faz parte da Linha 7.
Foi inaugurada em 22 de agosto de 1985. Localiza-se no cruzamento da Avenida Parque Lira com a Rua Gobernador Ignacio Esteva e a Avenida Constituyentes. Atende os bairros San Miguel Chapultepec e Ampliación Daniel Garza, situados na demarcação territorial de Miguel Hidalgo. A estação registrou um movimento de 3.178.801 passageiros em 2016.